# Lucio Paternò
Lucio Paternò (Catania, 22 dicembre 1939 – Aci Catena, 21 febbraio 2017) è stato un fisico e astronomo italiano.

## Biografia
Appartenente alla famiglia Paternò, dopo la laurea in fisica nel 1963 conseguita all'Università di Catania con Mario Girolamo Fracastoro, vince una borsa di studio del CNR presso l'Osservatorio Astrofisico di Catania, dove rimane fino al 1968.
È poi assistente alla cattedra di astronomia dell'Università di Catania fino al 1971, quando assume il ruolo di astronomo effettivo presso l'Osservatorio Astrofisico di Catania, quindi di astronomo dirigente nel 1983. In quest'anno, diviene pure professore associato di fisica generale alla Facoltà di Ingegneria di Catania. Nel 2000, vince un concorso per professore ordinario bandito dall'Università di Firenze, prendendo servizio alla cattedra di astrofisica della Facoltà di Scienze dell'Università di Catania, la stessa tenuta da Annibale Riccò nei primi anni del '900, che terrà fino al 2010, quando va in pensione. Continua, però, fino agli ultimi giorni della sua vita, a condurre ricerche e studi presso l'INAF, sezione di Catania.
La sua attività scientifica, con oltre 200 pubblicazioni e numerose collaborazioni internazionali, è iniziata occupandosi di fotometria astronomica, per poi riguardare, negli anni, l'astronomia solare, la fisica spaziale, l'astrofisica stellare, la fisica dei neutrini. I risultati più importanti li ha ottenuti in fisica solare, in particolare nella sismologia solare (e nell'astrosismologia), nello studio della dinamica e della struttura interna del Sole, nella dinamica, struttura ed evoluzione stellare, con particolare attenzione alla rotazione ed oscillazione stellare. Per quest'ultimi contributi, nel 1995 è stato eletto membro (nella sezione "Scienze dell'Universo") dell'Accademia francese delle scienze.
Oltre a vari incarichi direttivi ed organizzativi, è stato anche membro della Società Astronomica Italiana dal 1966, della Società Italiana di Fisica dal 1969, dell'International Astronomical Union dal 1973, dell'European Astronomical Society dal 1991, nonché membro emerito dell'Accademia Gioenia di Catania dal 1997.